# Liste du patrimoine culturel immatériel de l'humanité à Maurice
Cet article recense les pratiques inscrites au patrimoine culturel immatériel à Maurice.

## Statistiques
Maurice ratifie la convention pour la sauvegarde du patrimoine culturel immatériel le 4 juin 2004. La première pratique protégée est inscrite en 2014.
En 2019, Maurice compte 4 éléments inscrits au patrimoine culturel immatériel, 3 sur la liste représentative et un sur la liste du patrimoine immatériel nécessitant une sauvegarde urgente.

## Listes

### Liste représentative
Les éléments suivants sont inscrits sur la liste représentative du patrimoine culturel immatériel de l'humanité.
| Élément                                               | Type                                               | Subdivision   | Année | Lien  | Notes | Illus. |
| ----------------------------------------------------- | -------------------------------------------------- | ------------- | ----- | ----- | ----- | ------ |
| Le séga mauricien traditionnel                        | arts du spectacle                                  |               | 2014  | 01003 |       |        |
| Le geetgawai, chants populaires en bhojpuri à Maurice | arts du spectacle traditions et expressions orales |               | 2016  | 01178 |       |        |
| Le séga tambour de Rodrigues                          | arts du spectacle                                  | île Rodrigues | 2017  | 01257 |       |        |

### Patrimoine immatériel nécessitant une sauvegarde urgente
L'élément suivant est inscrit sur la liste du patrimoine immatériel nécessitant une sauvegarde urgente :
| Élément                    | Type              | Subdivision | Année | Lien  | Notes | Illus. |
| -------------------------- | ----------------- | ----------- | ----- | ----- | ----- | ------ |
| Le séga tambour des Chagos | arts du spectacle | Chagos      | 2019  | 01490 |       |        |

### Registre des meilleures pratiques de sauvegarde
Maurice ne compte aucune pratique listée au registre des meilleures pratiques de sauvegarde.